# Emodiopteris appendiculata
Emodiopteris appendiculata là một loài thực vật có mạch trong họ Dennstaedtiaceae. Loài này được (Wall. ex Hook.) Ching & S.K. Wu miêu tả khoa học đầu tiên năm 1978.